# 镰叶茜草
镰叶茜草（学名：Rubia falciformis）为茜草科茜草属下的一个种。

## 扩展阅读
- 維基物種上的相關：镰叶茜草